# 吳港空襲
34°14′N 132°33′E / 34.23°N 132.55°E
吳港空襲，是美國海軍及英國皇家海軍的艦載機在1945年7月下旬對日本帝國海軍殘存的大型軍艦作出的轟炸行動。
美國海軍第3艦隊對7月24日、7月25日及7月28日三次轟炸吳市的海軍基地及其附近地區，並擊沉了1艘航空母艦、3艘戰艦、5艘巡洋艦及數艘小型艦隻。在同一期間，英国太平洋舰队攻擊了在瀨戶內海的其他目標，共擊沉兩艘護衛艦、幾艘小型船隻和擊傷了一艘護航航空母艦。

## 背景
1944年年底，盟军在太平洋战争中取的了一系列胜利后，并于12月开始派遣轰炸机进攻日本本土，日本帝國海军航空队对此进行迎击美军轰炸机的防御任务。1945年3月19日，美国海军航空队对包括吳海軍基地在内的附近地区进行战略轰炸。但遭到负责防空任务的第343海军航空队和大量高射炮部队全力应付，美军的富蘭克林號航空母艦和胡蜂号航空母舰也在3月19日的空袭行动中受损，必须退出战场回国修整。吳海軍基地内的航空母舰和军舰只受到轻微损伤。
到7月，日本帝國海軍剩下的大型戰艦，都集中在吳海軍基地附近。由於燃料短缺令艦隻缺乏機動力，它們被用來作為高射砲平台使用。 快速航母特遣舰队指揮官約翰·席德尼·麥凱恩海軍上將強烈反對轟炸吳市，因為他和他的工作人員認為，這些艦隻只會構成很小的威脅。
儘管麥凱恩反對，海爾賽上將在其回憶錄中提出了四個攻擊吳市的理由:
1. 為了提高美國國民的士氣和報復在1941年12月的偷襲珍珠港事件
2. 為了確保日本不能破壞蘇軍入侵北海道的計劃
3. 阻止日本利用其艦隊作為談判籌碼，以獲取更好的和平條款
4. 因為他的上級，艦隊司令（英语：Fleet admiral (United States)）切斯特·威廉·尼米茲已經下令進行攻擊

儘管作為美國第3艦隊的一支作戰部隊，英國太平洋艦隊被排除在襲擊吳市行動以外，轉而被安排襲擊機場和大阪的港口設施，使這支艦無法參與摧毀日軍艦隊。
在吳市空襲以前，吳市在1945年初就已经遭受美國陸軍航空軍B-29超級堡壘轟炸機數次猛烈轟炸。海軍飛機工廠在5月5日被轟中，該港分別在3月30日和5月5日被佈下水雷，該市百分之四十地區亦在7月1日被炸毀。
參與攻擊的是美軍第38特混艦隊和英軍第37特混艦隊，第37特混艦隊包括航空母艦可怕號、不倦號及勝利號。

## 戰役

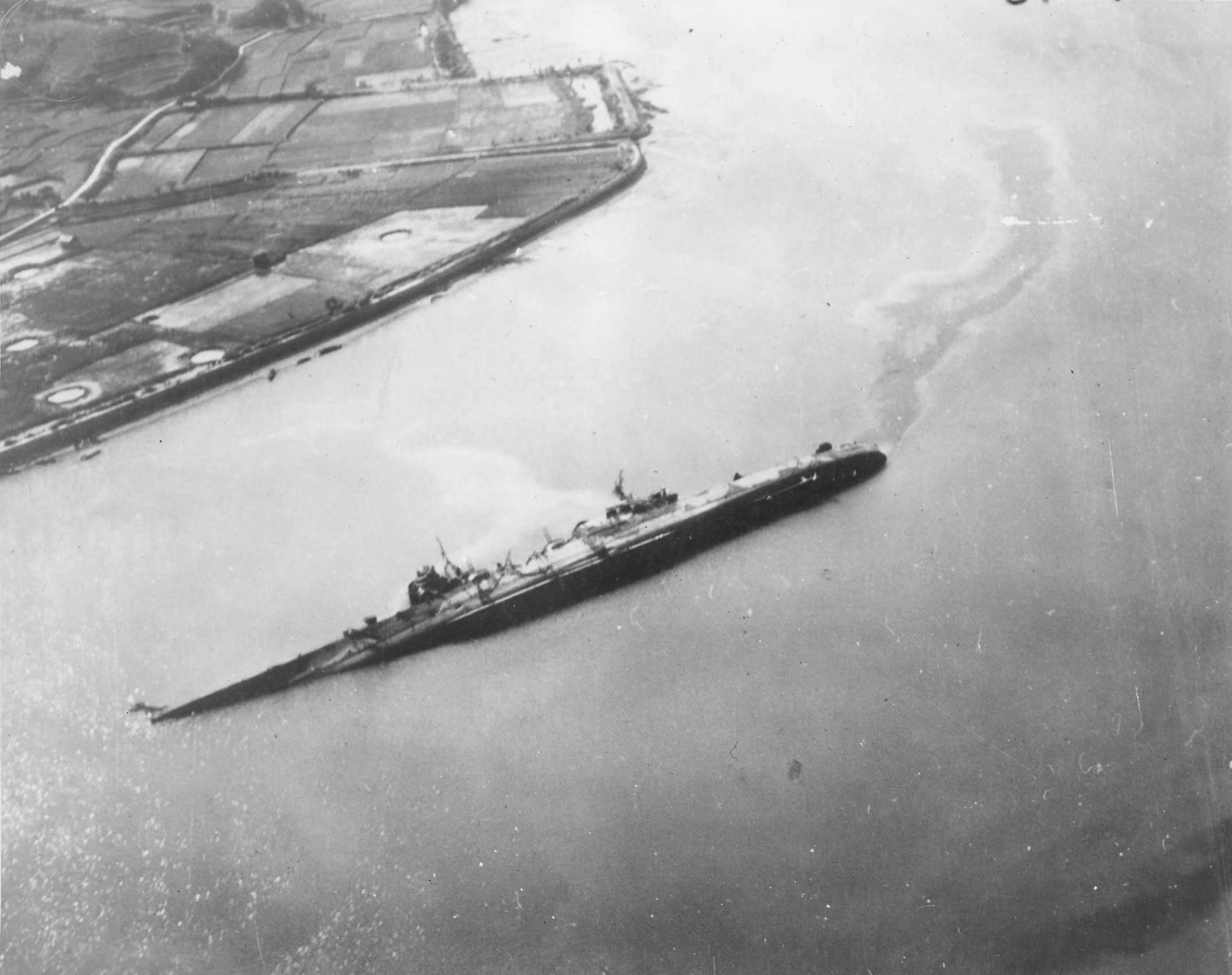
輕巡洋艦大淀號在吳市附近的瀨戶內海沈沒

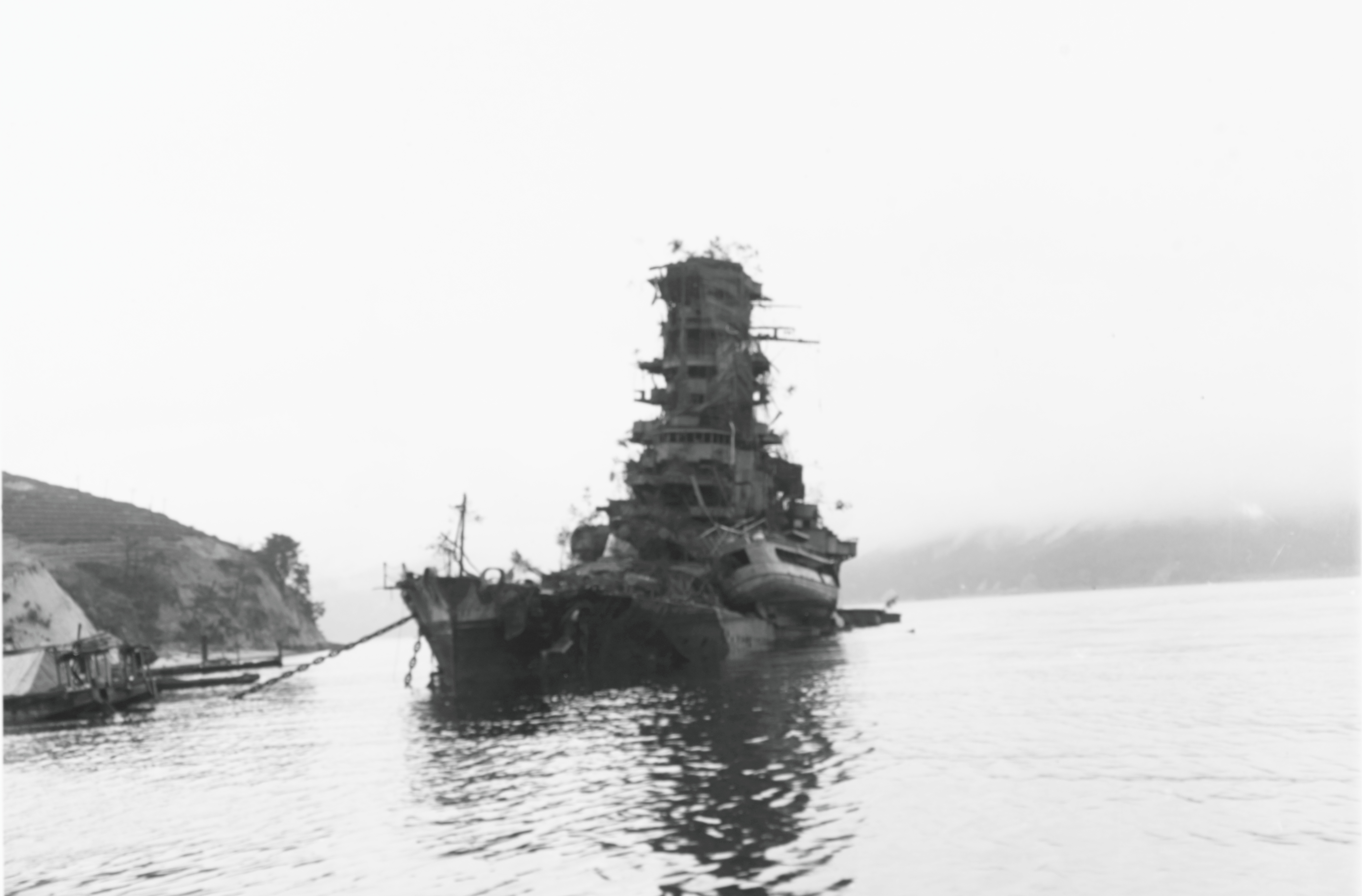
戰艦榛名號在吳市附近的瀨戶內海沈沒

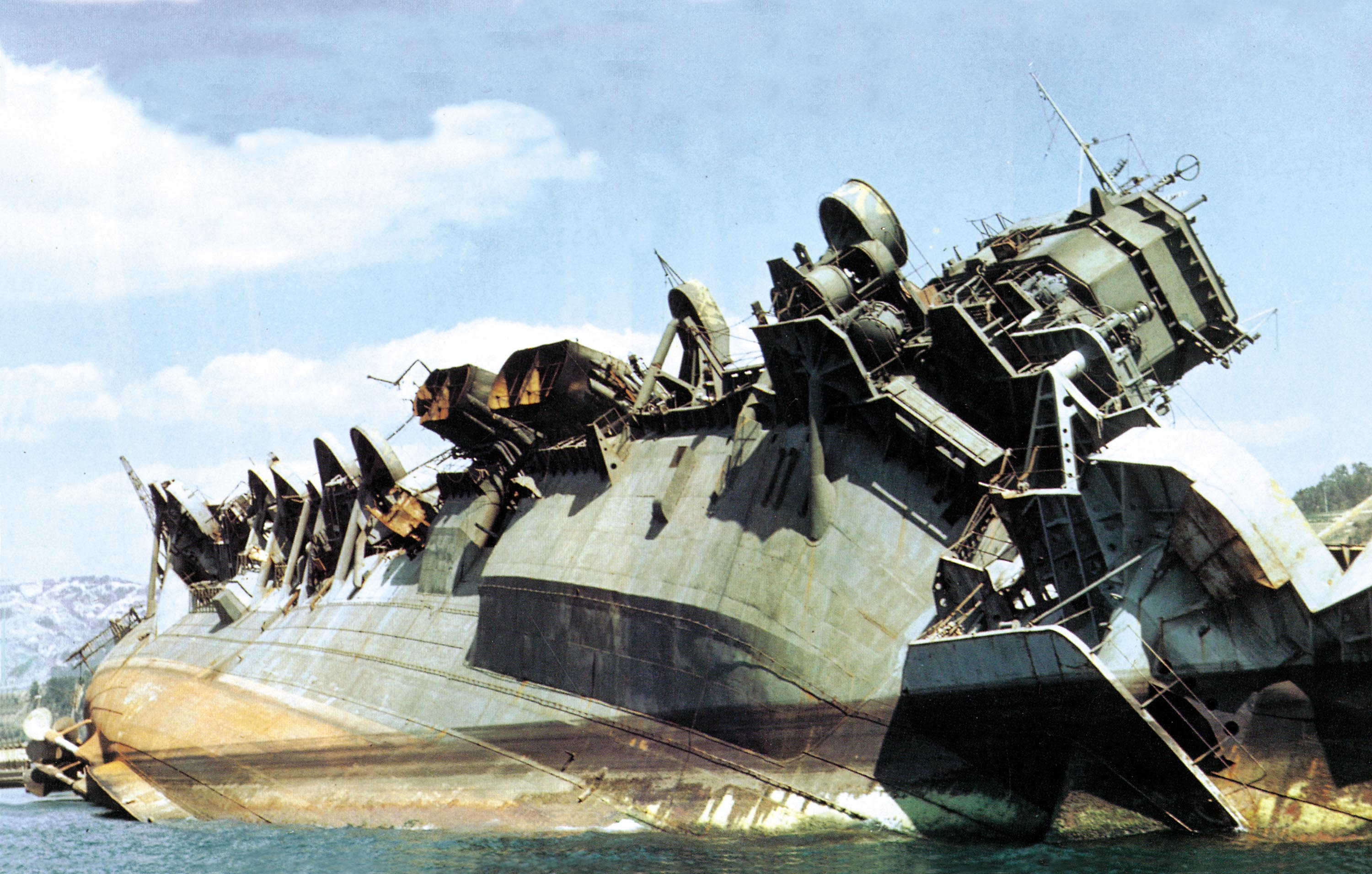
航空母艦天城號在吳市附近的瀨戶內海沈沒，戰後將其打撈

第3艦隊是在7月24日首次攻擊吳市，美國航空母艦在這天共出動1,747架次對日本的目標發動攻擊。這次空襲擊沉航空母艦天城號、戰艦日向號、伊勢號及榛名號、重巡洋艦利根號及青葉號、及輕巡洋艦大淀號及磐手號。由於泊地水深過淺，美軍無法使用魚雷攻擊日軍船艦，只能投擲炸彈進行攻擊，並使用近發引信炸彈攻擊目標周遭的大量防空火炮。
英國太平洋艦隊攻擊大阪及瀨戶內海的目標時擊傷了海鷹號航空母艦及擊沉護衛艦C.D. No. 4及C.D. No. 30而損失了4架飛機。美軍在7月25日及28日繼續對吳市的空襲，擊沉了戰艦伊勢號及榛名號、重巡洋艦青葉號、輕巡洋艦大淀號（聯合艦隊的旗艦）、舊式裝甲巡洋艦磐手號及出雲號及數艘小型戰艦。航空母艦葛城號及龍鳳號亦在7月24日及28日遭到美軍飛機攻擊，兩艦均遭到嚴重破壞。這些轟炸是美國海軍在戰爭中最大規模的及對艦隻做成最大的破壞。
美國陸軍航空軍在7月28日下午對日軍艦隻實施攻擊。這次襲擊是由79架以沖繩為基地的B-24解放者式轟炸機實施的，結果只有4枚炸彈擊中青葉號，它已因早些時候的襲擊而擱淺。日軍高射砲擊落了兩架B-24和擊傷了另外14架，美國陸軍航空軍官方歷史學家後來指出，這次襲擊是可以理解為與第3艦隊的競賽。
由於吳港周遭的大量防空砲火，盟軍因戰鬥與意外共損失102名機組人員和133架戰機，高於第3艦隊在其大部份行動中的損失。

## 總結
盟軍對吳市和瀨戶內海的攻擊擊毀了日本僅存的戰列艦和重巡洋艦，這些損失報卻了美國在珍珠港的一箭之仇及容許蘇聯太平洋艦隊在日本海上獲得了更多行動上的自由。同时在瀨戶內海布置大量水雷，封锁了海域和航道，使吳海軍基地失去港口作用。

## 附錄
1. 1 2 3 4  Halsey. . 1947: 264.
2. 1 2 3 4 5  Royal Navy. . 1995: 223.
3. 1 2 3  Halsey. . 1947: 265.
4. ↑  Craven and Cate. . 1953: 649, 668–669 and 675.
5. 1 2  Rohwer, p. 424.
6. 1 2 3  Morison. . 1960: 331.
7. ↑  Craven and Cate. . 1953: 698.
8. ↑  Roskill. . 1961: 374.
9. ↑  Frank. . 1999: 158.